# 陈望慧
陈望慧，中华人民共和国政治人物、全国脱贫攻坚先进个人。

## 生平
陈望慧任小金县达维镇冒水村党支部书记，小金县夹金山清多香野生资源开发有限责任公司董事长。因在脱贫攻坚战中作出突出贡献，2021年2月25日全国脱贫攻坚总结表彰大会上，陈望慧被授予“全国脱贫攻坚先进个人”。